# 큐쿄류치다이마루마에역
큐쿄류치다이마루마에역(일본어: 旧居留地・大丸前駅)은 일본 효고현 고베시 주오구에 있는 고베 시영 지하철 가이간 선의 역이다. 역 번호는 K02이다.

## 역 구조
- 지하 1층에 대합실과 개찰구가 있고, 지하 2층에 승강장이 있다.
- 지하 2층의 승강장은 섬식 승강장 1면 2선의 구조이다.
- 지하 통로는 다이마루 고베점 (본관), 구 거류지, 산노미야역 방면으로 연결되고 있다.

### 승강장
| 승강장 | 노선      | 행선                      |
| ------ | --------- | ------------------------- |
| 1      | 가이간 선 | 산노미야하나도케이마에 행 |
| 2      | 가이간 선 | 신나가타 방면             |

## 역 주변
다이마루 고베점과 지하로 직결된다. 주위로는 모토마치도리 상점가, 일본 세대의 차이나타운 중 하나인 난킨마치, 구 거류지이다.
- 서일본 여객철도 도카이도 본선 (JR 고베 선)・한신 전기철도 한신 본선 모토마치역
- 고베 시영 지하철 야마테 선(세이신·야마테 선) 겐초마에역
- 택시 승강장(다이마루 니시구치 북쪽)
- 난킨마치
- 구 거류지 15번관
- 구 거류지 38번관
- 차티드 빌딩
- 산노미야 신사
- 다이마루 고베점 (구 거류지 40번)
- 구 거류지
- 미나토 은행 본점
- 고베 아사히 빌딩

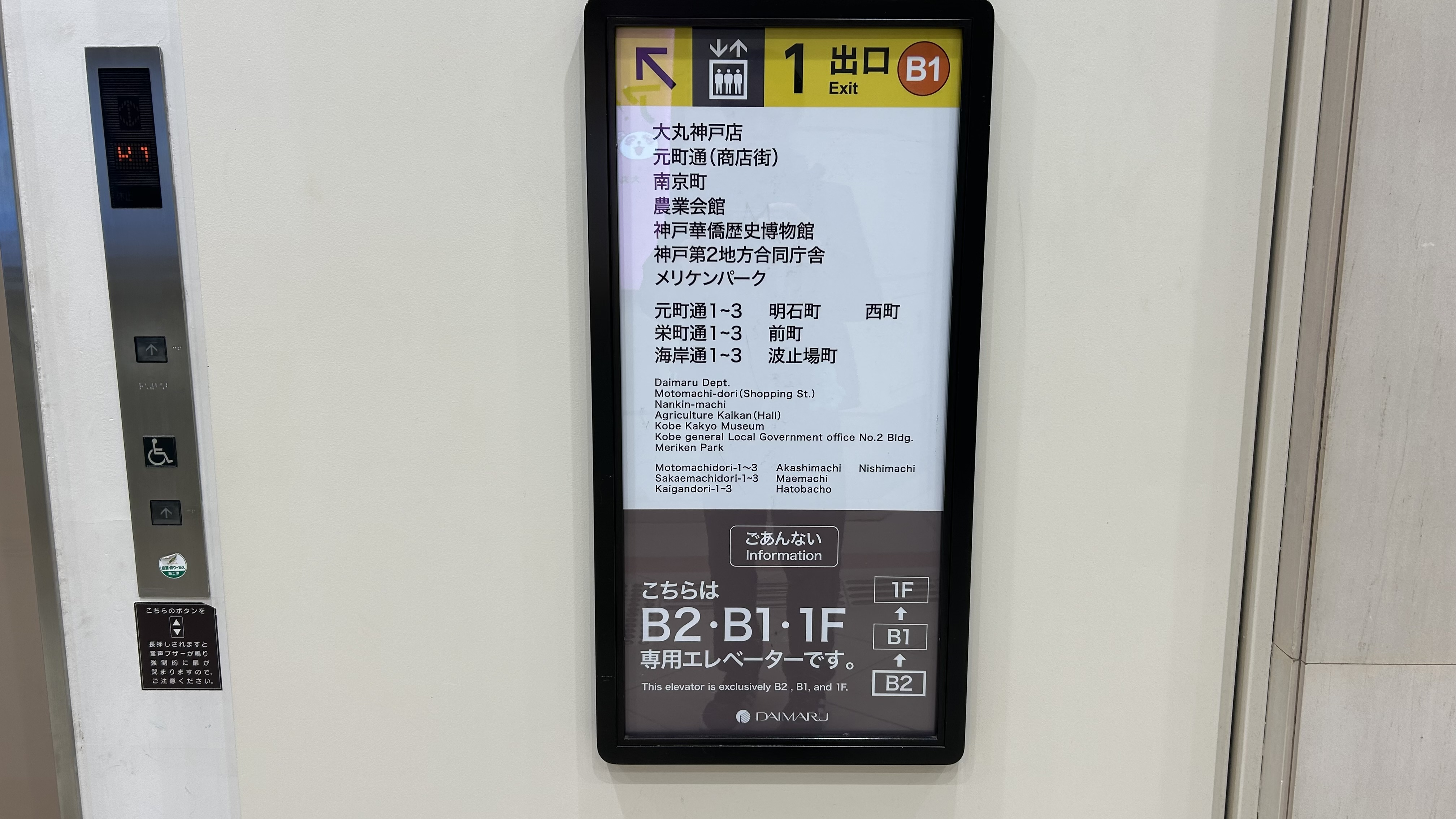
1번 출구 안내
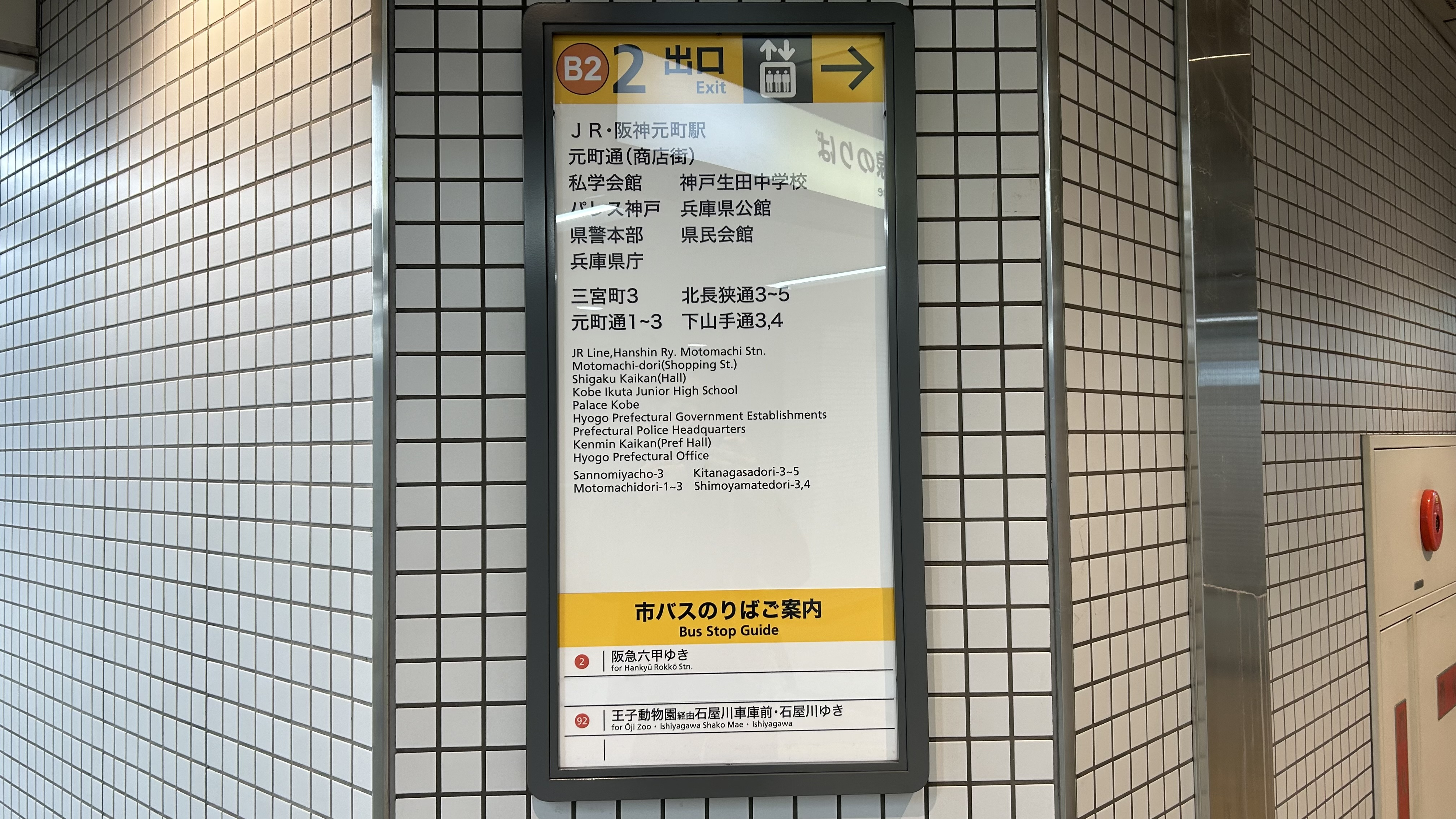
2번 출구 안내
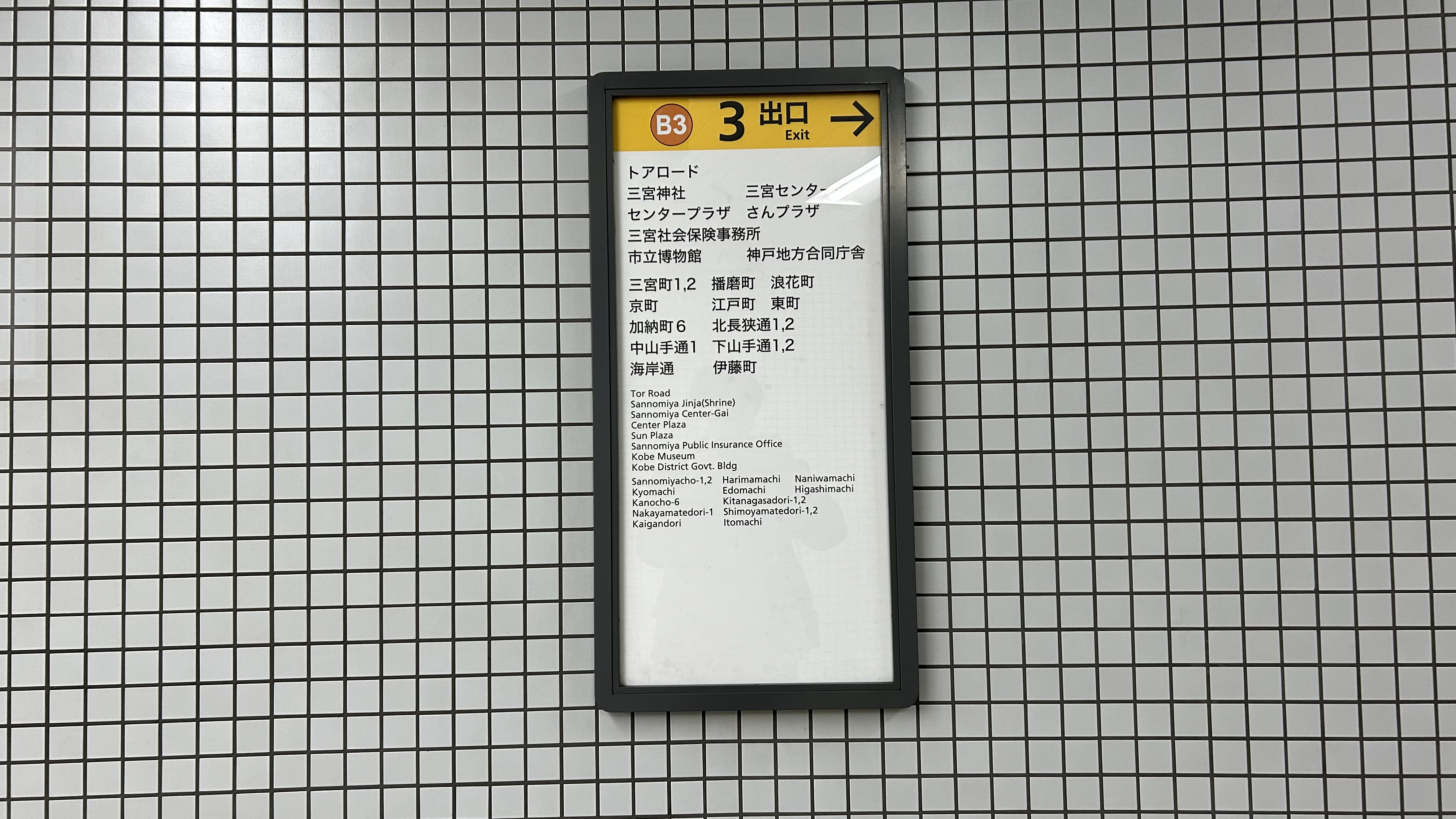
3번 출구 안내
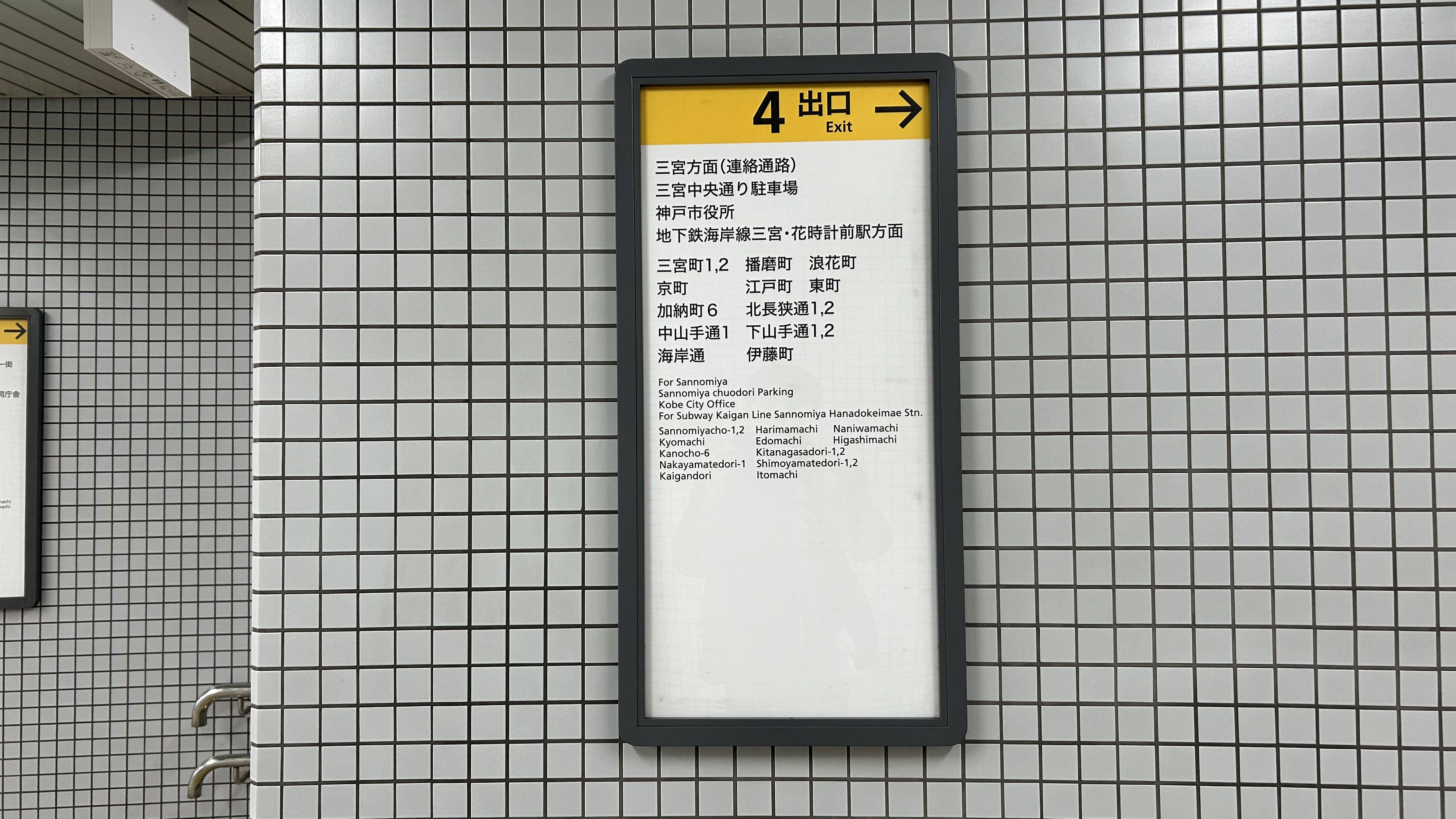
4번 출구 안내
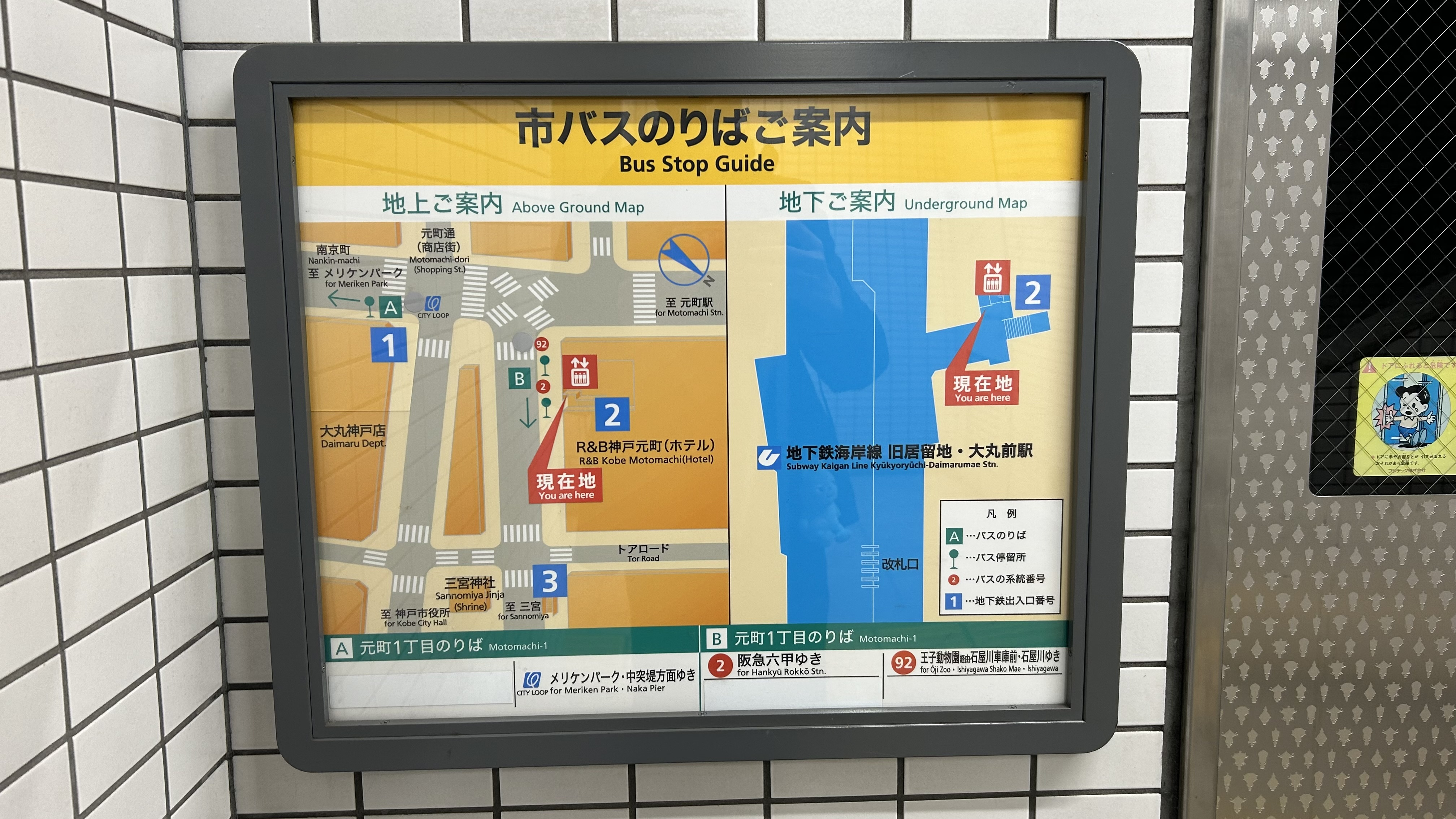
시버스 안내

## 역사
- 2001년 7월 7일: 영업 개시.

## 사진

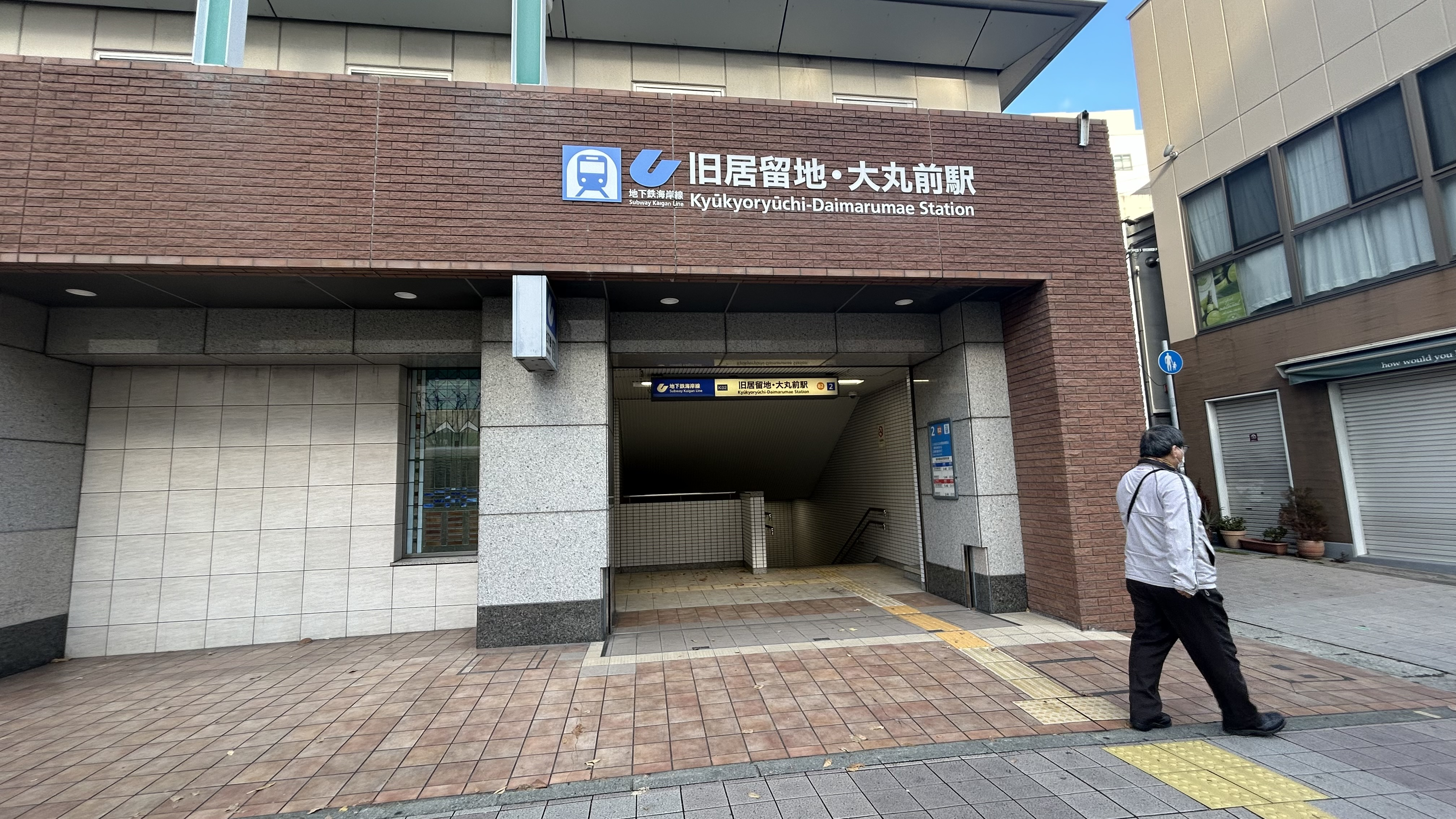
2번 출입구
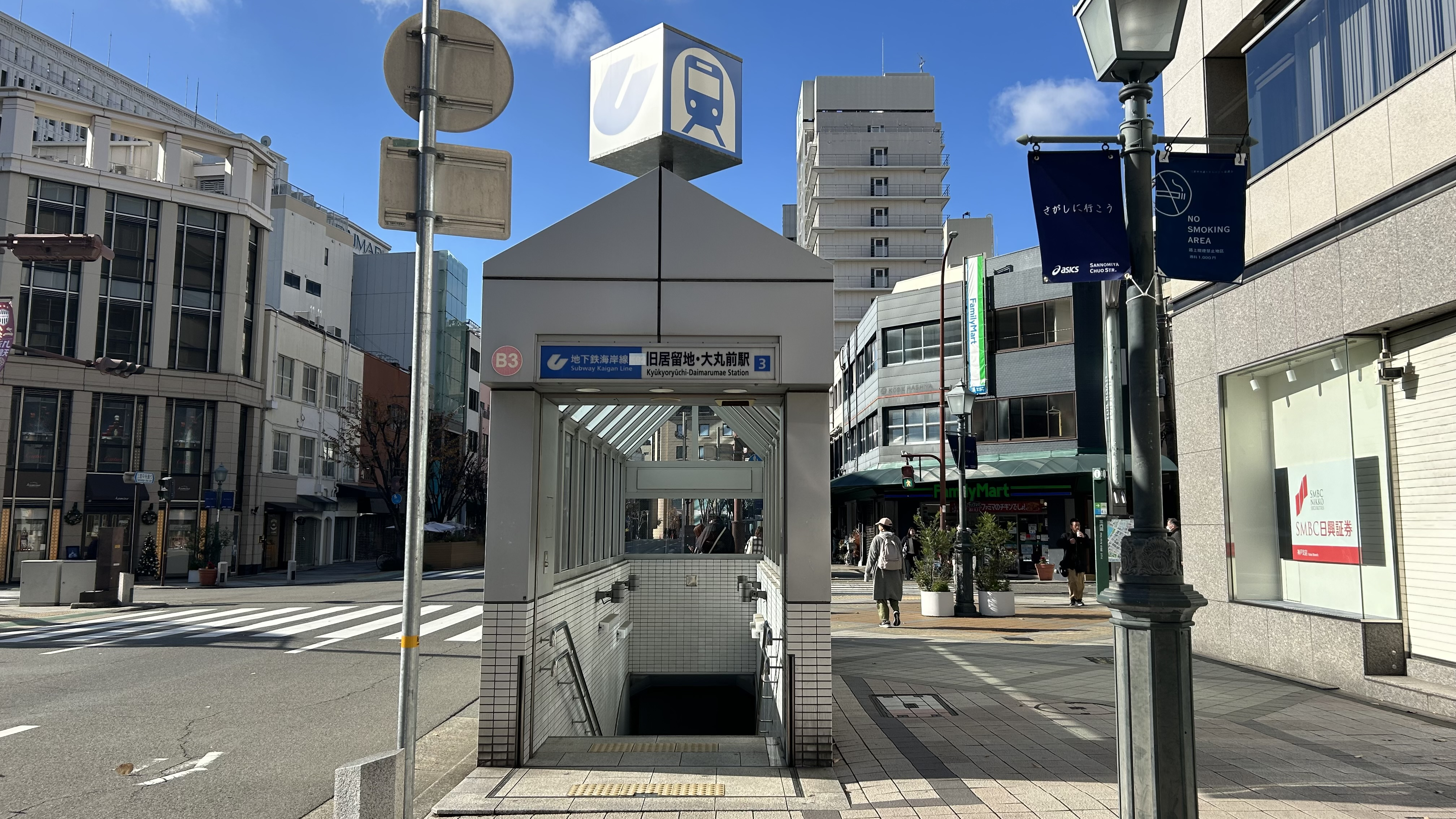
3번 출입구
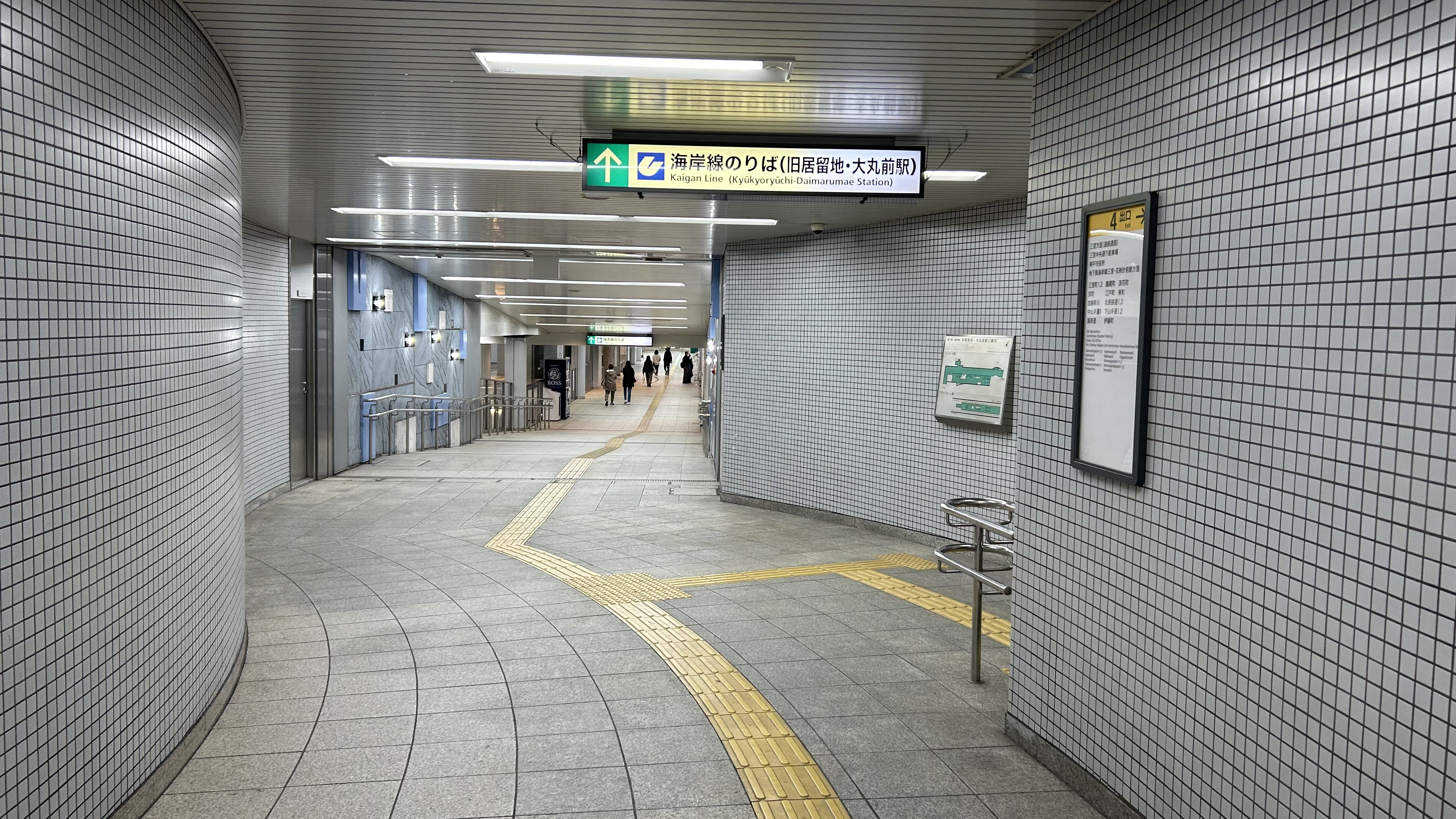
4번 출입구
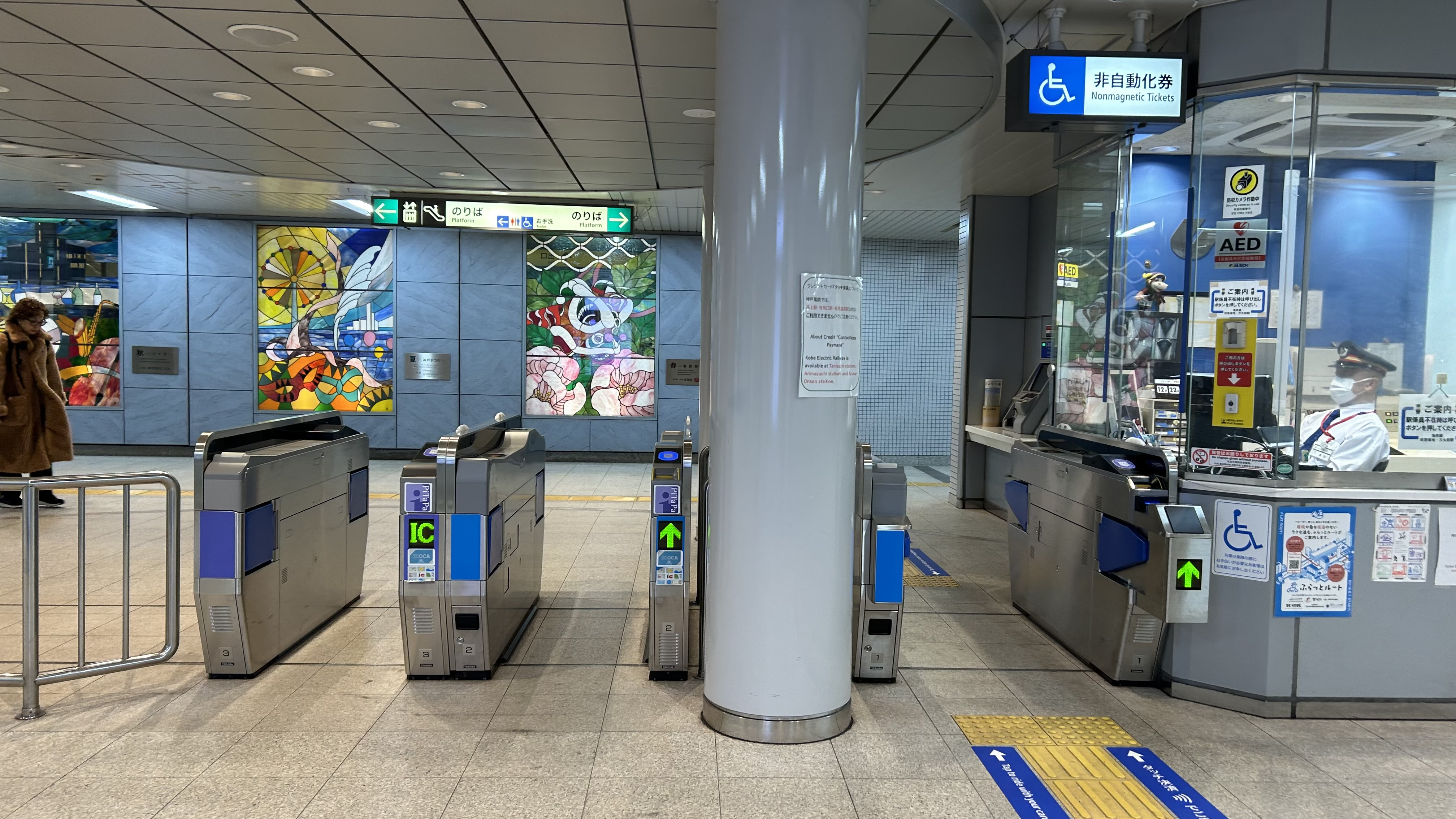
개찰구
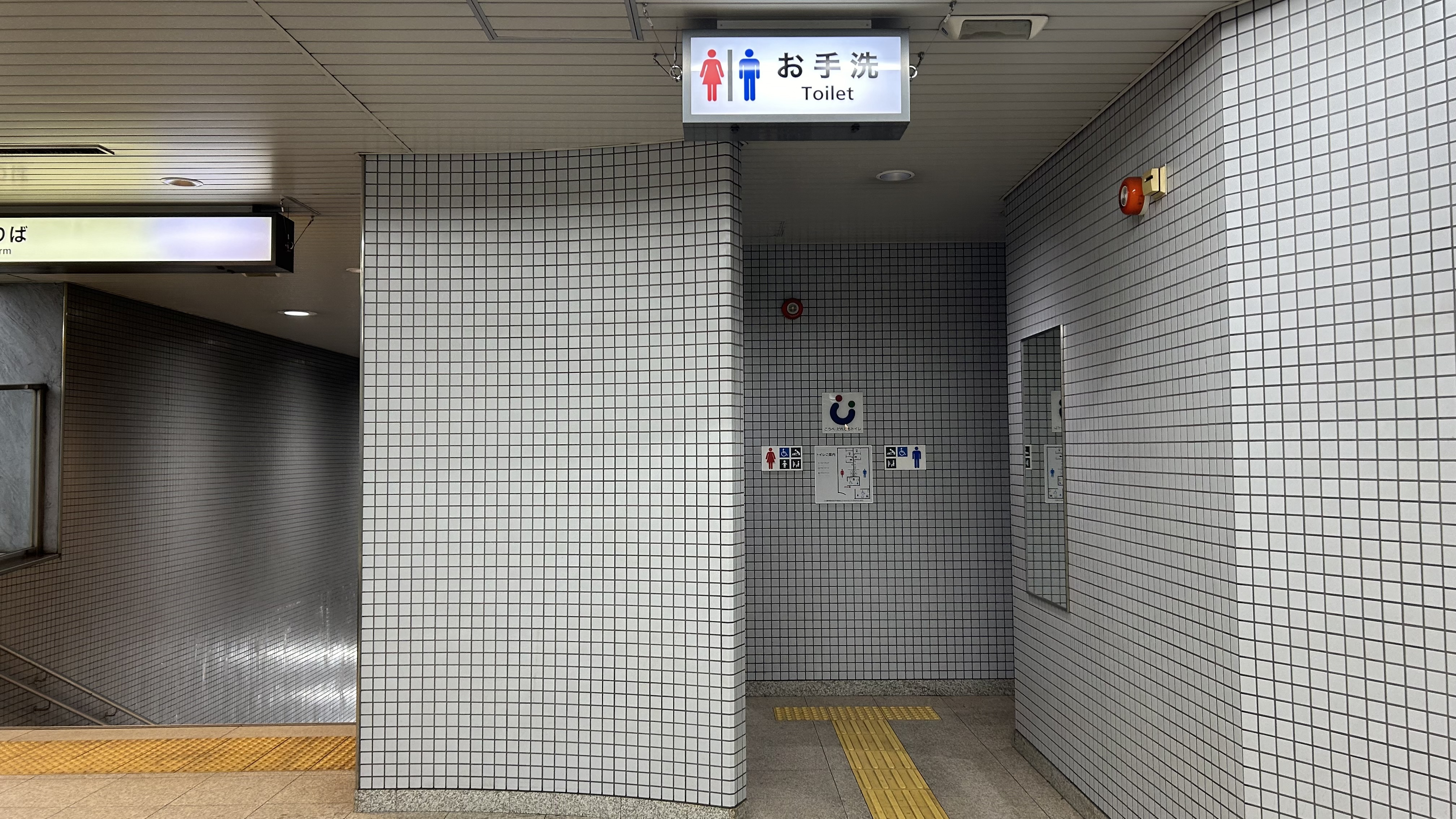
화장실

## 인접역
| 고베 시 교통국 가이간 선                                | 고베 시 교통국 가이간 선 | 고베 시 교통국 가이간 선          |
| ------------------------------------------------------- | ------------------------ | --------------------------------- |
| K 01 산노미야하나도케이마에 산노미야하나도케이마에 방면 |                          | 미나토모토마치 K 03 신나가타 방면 |